# Trenes Argentinos
Trenes Argentinos es el nombre que agrupa, desde 2014, a un conjunto de empresas ferroviarias pertenecientes al Gobierno de Argentina, responsables respectivamente de la operación de servicios de pasajeros, la administración de la infraestructura y el servicios de cargas y logística. 

## Historia
Desde la liquidación de Ferrocarriles Argentinos, durante el gobierno de Carlos Saúl Menem, la Argentina había dejado de contar con una empresa ferroviaria nacional. El antecedente de Trenes Argentinos fue la creación, en 2008, de la Operadora Ferroviaria Sociedad del Estado (SOFSE) y la Administración de Infraestructuras Ferroviarias Sociedad del Estado (ADIF). Estas empresas tuvieron una actividad secundaria hasta que se hicieron cargo directa o indirectamente de cinco de las siete líneas de los ferrocarriles metropolitanos del Gran Buenos Aires. En 2013 se sumó la ex Belgrano Cargas y Logística (BCyL), empresa creada para operar líneas de carga reestatizadas y que pasó a llamarse Desarrollo del Capital Humano Ferroviario (DECAHF).
En 2014, el entonces ministro del Interior y Transporte Florencio Randazzo empezó a utilizar el nombre de fantasía Trenes Argentinos para agrupar a las empresas ferroviarias que poseía el Estado. Así, las empresas pasaron a llamarse informalmente Trenes Argentinos Operadora Ferroviaria (SOFSE), Trenes Argentinos Infraestructura Ferroviaria (ADIF), Trenes Argentinos Cargas y Logística (BCyL) y Trenes Argentinos Recursos Humanos (DECAHF).
En 2015, con la aprobación de la ley 27.132, se creó el holding Ferrocarriles Argentinos (FASE), el cual administra parte de la red ferroviaria argentina y empezó a reemplazar el nombre Trenes Argentinos. Sin embargo, con el cambio de gobierno en 2015, la administración del ministro de Transporte, Guillermo Dietrich, volvió a utilizar el nombre Trenes Argentinos, a pesar de que Ferrocarriles Argentinos era el nombre legal tras la aprobación de la ley 27.132 en las Cámaras de Diputados y Senadores. Desde el 2016, a pesar de los cambios de gobierno, el nombre que se utiliza para las empresas ferroviarias del Estado sigue siendo Trenes Argentinos.

## Divisiones
Trenes Argentinos está integrada por las siguientes empresas, cada una de las cuales tiene su propia estructura y autoridades:
- Trenes Argentinos Operaciones (SOFSE)
- Trenes Argentinos Infraestructura (ADIF)
- Trenes Argentinos Cargas (BCyL)

Hasta el 1 de octubre de 2024, formaba parte de este grupo Trenes Argentinos Capital Humano (DECAHF), el cual fue disuelto durante la presidencia de Javier Milei.